# Berghia verrucicornis
Berghia verrucicornis é uma espécie de molusco pertencente à família Aeolidiidae.
A autoridade científica da espécie é A. Costa, tendo sido descrita no ano de 1867.
Trata-se de uma espécie presente no território português, incluindo a zona económica exclusiva.